# Прапор Уманського району
Прапор Уманського району — офіційний символ Уманського району Черкаської області затверджений 5 червня 2001 року сесією районної ради. Автори — Уляна і Андрій Гречило.

## Опис
Прямокутне полотнище зі співвідношенням ширини до довжини 2:3, яке складається з двох частин — від древка йде вертикальна малинова смуга (шириною в 1/3 довжини прапора), на якій три білі квітки вишні (умовним діаметром у 1/4 ширини прапора), з вільного краю на синьому фоні — три схрещені білі списи.
На прапорі основним символом є три перехрещені списи, які уособлюють три історичні шляхи, що пролягали через територію краю, та три козацькі сотні (Уманську, Бабанську та Кочубеївську), що входили в другій половині XVII століття до складу Уманського полку, а їхні землі тепер знаходяться в межах сучасного району. Три квітки вишні відображають красу природи Уманщини, розвинуте садівництво. Синій колір означає порядність і доброзичливість місцевих мешканців, а малиновий — хоробрість і мужність.